# Посольство Італії в Україні
Посольство Італії в Києві (італ. Ambasciata d'Italia a Kiev) — офіційне дипломатичне представництво Італійської Республіки в Україні, відповідає за розвиток та підтримання відносин між Італією та Україною.

## Історія посольства
Італія визнала незалежність України 28 грудня 1991 року. Дипломатичні відносини з Італійською Республікою встановлено 29 січня 1992 року.

## Посли Італії в Україні
1. Вітторіо Клаудіо Сурдо (1992—1996)
2. Бертінетто Джан Лука (1996—2000)
3. Гетц Йоланда Брунетті (2000—2004)
4. Фабіо Фаббрі (2004—2007)
5. П'єтро Джованні Доннічі (2007—2012)
6. Фабріціо Романо (2012—2016)
7. Давіде Ла Чечіліа (2016—2021)
8. П'єр Франческо Дзадзо (2021—2024)
9. Карло Формоса (з 2024)

## Генеральні консули Італії в Одесі
1. Вінченцо Галанті (1924—1924)
2. Прована де Саббіоне (1924—1926)
3. Бова Скопа (1926—1927)
4. Ломберто Тонкер (1927—1928)
5. Франческо Меріано (1928—1929)
6. Бенедетто д'Акунціо (1929—1930)
7. Тамазі (1930)

## Структура посольства

### Відділ з політичних питань
П'єрлуіджі Скеттіно, Перший Секретар, заступник Голови місії

### Консульська канцелярія
Маттео Кристофаро, Перший Секретар

### Відділ з економічних питань
Андреа Доменіконі, Другий Секретар з економічних питань

### Інститут культури
Nicola Franco Balloni
web-сайт: www.iickiev.esteri.it

### Інститут з зовнішньо-економічних зв'язків
Адреса: вул. Шовковична 42-44 — 9 поверх

web-сайт: www.ice.gov.it/estero2/kiev

## Візовий центр Італії у Львові
Посольство Італії у Західному регіоні України (Консульський Кореспондент) був відкритий у Львові 11 березня 2013 на вул. Дудаєва, 2/6.
Консульський Кореспондент: Джанлука Сарделлі

Регіон: Західна Україна

Адреса: Дудаєва, 2/6
79005 — Львів, Україна